# Katalog pozycyjny gwiazd
Katalog pozycyjny gwiazd – wykaz pewnej liczby gwiazd do określonej wielkości gwiazdowej wraz ze współrzędnymi równikowymi: rektascensją i deklinacją. Pozycje wszystkich gwiazd są wspólne dla określonej epoki np. 1950, 2000. Katalogi gwiazd można podzielić na: przeglądy nieba i katalogi precyzyjne. W starożytności i średniowieczu współrzędne podawano w układach ekliptycznych. Pierwszy katalog gwiazd ze współrzędnymi równikowymi był wydany przez Jana Heweliusza. Współrzędne do katalogów gwiazd mogą być uzyskane obserwacyjnie za pomocą koła południkowego oraz metodami fotograficznymi (obliczając ze współrzędnych prostokątnych na zdjęciu współrzędne równikowe).